# Mankapur
Mankapur è una suddivisione dell'India, classificata come nagar panchayat, di 8.865 abitanti, situata nel distretto di Gonda, nello stato federato dell'Uttar Pradesh.